# Governo Løkke Rasmussen II
Il Governo Løkke Rasmussen II è stato il governo della Danimarca in carica dal 28 giugno 2015, a seguito delle elezioni parlamentari vinte dal blocco dei partiti di centro-destra, fino al 28 novembre 2016. È il secondo governo presieduto dal liberale Lars Løkke Rasmussen.
Si tratta di un esecutivo monocolore di minoranza composto da ministri provenienti solo dal Partito Liberale, con il sostegno parlamentare di Partito Popolare Danese, Alleanza Liberale e Partito Popolare Conservatore.

## Crisi e conseguente caduta del governo
La crisi di governo si è aperta durante il dibattito sulla legge finanziaria, quando l'Alleanza Liberale ha minacciato di ritirare il proprio sostegno al Presidente del Consiglio con conseguente passaggio nell'opposizione, portando la coalizione di governo da 90 a 77 parlamentari e l'opposizione da 89 a 102, se il governo non avesse ridotto le tasse per i più ricchi. Così si aprirono trattative per trovare un compromesso ed evitare la caduta del governo. Raggiunto un accordo, Lars Løkke Rasmussen ha colto l'occasione per ampliare la composizione dell'esecutivo: il 25 novembre si è recato dalla regina Margherita per rassegnare le dimissioni; contemporaneamente ha ricevuto l'incarico per formare un nuovo esecutivo, che ha portato alla creazione di quattro dipartimenti ministeriali e al ripristino del Ministero dell'uguaglianza (come ministero a tutti gli effetti). Differentemente dal governo dimissionario, il nuovo esecutivo non era formato dal solo Partito Liberale, ma ha incluso anche le altre forze politiche che in passato avevano accordato il solo appoggio esterno, con la sola eccezione del Partito Popolare Danese.

## Situazione Parlamentare
| Camera    | Collocazione          | Partiti | Seggi    |
| --------- | --------------------- | --- | -------- |
| Folketing | Maggioranza/App. est. | Partito Popolare Danese (37), Venstre (34), Alleanza Liberale (13), Partito Popolare Conservatore (6)                                                               | 90 / 179 |
| Folketing | Opposizione           | Socialdemocratici (47), Lista dell'Unità - I Rosso-Verdi (14), L'Alternativa (9), Sinistra Radicale (8), Partito Popolare Socialista (7), Fær Øer e Groenlandia (4) | 89 / 179 |

## Composizione
| Carica                                                                                  | Titolare | Titolare                 | Partito |
| --------------------------------------------------------------------------------------- | -------- | ------------------------ | ------- |
| Primo ministro                                                                          |          | Lars Løkke Rasmussen     | Venstre |
| Ministro degli affari esteri                                                            |          | Kristian Jensen          | Venstre |
| Ministro delle finanze                                                                  |          | Claus Hjort Frederiksen  | Venstre |
| Ministro della cultura e della chiesa                                                   |          | Bertel Haarder           | Venstre |
| Ministro del commercio, degli affari e della crescita                                   |          | Troels Lund Poulsen      | Venstre |
| Ministro dell'ambiente e dell'alimentazione                                             |          | Eva Kjer Hansen          | Venstre |
| Ministro dei trasporti, del clima, dell'energia e delle infrastrutture                  |          | Hans Christian Schmidt   | Venstre |
| Ministro dell'integrazione e della casa                                                 |          | Inger Støjberg           | Venstre |
| Ministro degli affari sociali e dell'interno                                            |          | Karen Ellemann           | Venstre |
| Ministro della giustizia                                                                |          | Søren Pind               | Venstre |
| Ministro dell'approvvigionamento energetico e delle politiche per il clima              |          | Lars Christian Lilleholt | Venstre |
| Ministro dei bambini, dell'educazione e dell'uguaglianza di genere                      |          | Ellen Trane Nørby        | Venstre |
| Ministro della sanità e delle politiche per gli anziani                                 |          | Sophie Løhde             | Venstre |
| Ministro del fisco                                                                      |          | Karsten Lauritzen        | Venstre |
| Ministro della ricerca, della tecnologia, dell'informazione e dell'istruzione superiore |          | Esben Lunde Larsen       | Venstre |
| Ministro della difesa                                                                   |          | Carl Holst               | Venstre |
| Ministro del lavoro                                                                     |          | Jørn Neergaard Larsen    | Venstre |